# Phoxinellus
Phoxinellus – rodzaj ryb z rodziny karpiowatych (Cyprinidae).

## Klasyfikacja
Gatunki zaliczane do tego rodzaju:
- Phoxinellus alepidotus
- Phoxinellus dalmaticus
- Phoxinellus pseudalepidotus

Gatunkiem typowym jest Phoxinellus alepidotus.
Wybrane gatunki wcześniej zaliczane do rodzaju Phoxinellus, opisywane w polskiej literaturze ichtiologicznej:
- Phoxinellus hispanicus – obecnie Anaecypris hispanica (strzebla hiszpańska)
- Phoxinellus epiroticus – obecnie Pelasgus epiroticus
- Phoxinellus fahirae – obecnie Chondrostoma fahirae (strzebla turecka)
- Phoxinellus minutus – obecnie Pelasgus minutus
- Phoxinellus pleurobipunctatus – obecnie Telestes pleurobipunctatus (strzebla epirska)
- Phoxinellus stymphalicus – obecnie Pelasgus stymphalicus (strzebla grecka)
- Phoxinellus zeregi – obecnie Pseudophoxinus zeregi (strzebla bliskowschodnia)